# Wahlkreis Livorno – Rosignano Marittimo
Der Wahlkreis Livorno – Rosignano Marittimo war von 1993 bis 2005 ein Wahlkreis (italienisch collegio elettorale) für die Wahl der Abgeordnetenkammer.

## Wahlkreisgebiet
| Wahlkreise – Camera dei deputati – Toskana | Wahlkreise – Camera dei deputati – Toskana | Wahlkreise – Camera dei deputati – Toskana |
| Provinz                                    | Provinz                                    | Gemeinden nach Provinzen ⮞ Wahlkreis |
| ------------------------------------------ | ------------------------------------------ | --- |
|                                            | Provinz Arezzo (39 Gemeinden)              | 11 ⮞ Wahlkreis Arezzo 21 ⮞ Wahlkreis Montevarchi 7 ⮞ Wahlkreis Cortona |
|                                            | Provinz Florenz (44 Gemeinden)             | Teil von Florenz ⮞ Wahlkreis Florenz 1 Teil von Florenz ⮞ Wahlkreis Florenz 2 Teil von Florenz ⮞ Wahlkreis Florenz 3 14 + Teil von Florenz ⮞ Wahlkreis Florenz – Pontassieve 10 ⮞ Wahlkreis Bagno a Ripoli 8 ⮞ Wahlkreis Empoli 6 ⮞ Wahlkreis Scandicci 5 ⮞ Wahlkreis Sesto Fiorentino |
|                                            | Provinz Grosseto (28 Gemeinden)            | 10 ⮞ Wahlkreis Grosseto 17 ⮞ Wahlkreis Massa Marittima 1 ⮞ Wahlkreis Piombino |
|                                            | Provinz Livorno (20 Gemeinden)             | 1 + Teil von Livorno ⮞ Wahlkreis Livorno – Collesalvetti 2 + Teil von Livorno ⮞ Wahlkreis Livorno – Rosignano Marittimo 16 ⮞ Wahlkreis Piombino |
|                                            | Provinz Lucca (35 Gemeinden)               | 3 ⮞ Wahlkreis Lucca 26 ⮞ Wahlkreis Capannori 4 ⮞ Wahlkreis Viareggio 2 ⮞ Wahlkreis Massa |
|                                            | Provinz Massa-Carrara (17 Gemeinden)       | 2 ⮞ Wahlkreis Massa 15 ⮞ Wahlkreis Carrara |
|                                            | Provinz Pisa (39 Gemeinden)                | 3 ⮞ Wahlkreis Pisa 10 ⮞ Wahlkreis Cascina 25 ⮞ Wahlkreis Pontedera 1 ⮞ Wahlkreis Viareggio |
|                                            | Provinz Pistoia (22 Gemeinden)             | 8 ⮞ Wahlkreis Pistoia 12 ⮞ Wahlkreis Montecatini Terme 2 ⮞ Wahlkreis Prato – Montemurlo |
|                                            | Provinz Prato (7 Gemeinden)                | 2 + Teil von Prato ⮞ Wahlkreis Prato – Carmignano 4 + Teil von Prato ⮞ Wahlkreis Prato – Montemurlo |
|                                            | Provinz Siena (36 Gemeinden)               | 11 ⮞ Wahlkreis Siena 11 ⮞ Wahlkreis Cortona 14 ⮞ Wahlkreis Massa Marittima |

Der Wahlkreis umfasste den südlichen Teil der Gemeinde Livorno, und zwar 2 Stadtbezirken (Circoscrizione 4 und Circoscrizione 5), sowie die Gemeinden Cecina und Rosignano Marittimo.

## Wahlergebnisse

### Parlamentswahl 1994

#### Direktstimmen
| Kandidaten               | Kandidaten                  | Parteien                                 | Stimmen | %    |
| ------------------------ | --------------------------- | ---------------------------------------- | ------- | ---- |
|                          | Anna Maria Biricottigewählt | Progressisti                             | 54.572  | 58,4 |
|                          | Roberto Biasci              | Polo delle Libertà (FI – LN – CCD – UdC) | 16.942  | 18,1 |
|                          | Altero Matteoli             | Alleanza Nazionale                       | 12.969  | 13,9 |
|                          | Lorenzo Di Cosimo           | Patto per l’Italia                       | 8.899   | 9,5  |
| Gesamt                   | Gesamt                      | Gesamt                                   | 93.382  | 100  |
|                          |                             |                                          |         |      |
| Ungültige Stimmen        | Ungültige Stimmen           | Ungültige Stimmen                        | 5.491   | 5,6  |
| Wähler                   | Wähler                      | Wähler                                   | 98.873  | 91,8 |
| Wahlberechtigte          | Wahlberechtigte             | Wahlberechtigte                          | 107.708 |      |
|                          |                             |                                          |         |      |
| Quelle: Innenministerium |                             |                                          |         |      |

#### Listenstimmen
| Parteien                             | Parteien                        | Parteien                           | Stimmen | %    |
| ------------------------------------ | ------------------------------- | ---------------------------------- | ------- | ---- |
|                                      | Progressisti                    | Partito Democratico della Sinistra | 37.512  | 39,4 |
| Partito della Rifondazione Comunista | Progressisti                    | 10.839                             | 11,4    |      |
| Federazione dei Verdi                | Progressisti                    | 2.953                              | 3,1     |      |
| Partito Socialista Italiano          | Progressisti                    | 2.211                              | 2,3     |      |
| Alleanza Democratica                 | Progressisti                    | 1.591                              | 1,7     |      |
| La Rete                              | Progressisti                    | 1.070                              | 1,1     |      |
| ↳ Gesamt                             | Progressisti                    | 56.176                             | 59,0    |      |
|                                      | Polo delle Libertà              | Forza Italia                       | 13.396  | 14,1 |
| Lega Nord                            | Polo delle Libertà              | 1.566                              | 1,6     |      |
| ↳ Gesamt                             | Polo delle Libertà              | 14.962                             | 15,7    |      |
|                                      | Alleanza Nazionale              | Alleanza Nazionale                 | 11.298  | 11,9 |
|                                      | Patto per l’Italia              | Partito Popolare Italiano          | 4.736   | 5,0  |
| Patto Segni                          | Patto per l’Italia              | 4.339                              | 4,6     |      |
| ↳ Gesamt                             | Patto per l’Italia              | 9.075                              | 9,5     |      |
|                                      | Lista Marco Pannella            | Lista Marco Pannella               | 3.155   | 3,3  |
|                                      | Socialdemocrazia per le Libertà | Socialdemocrazia per le Libertà    | 413     | 0,4  |
|                                      | Insieme per lo Sviluppo         | Insieme per lo Sviluppo            | 145     | 0,2  |
| Gesamt                               | Gesamt                          | Gesamt                             | 95.224  | 100  |
|                                      |                                 |                                    |         |      |
| Ungültige Stimmen                    | Ungültige Stimmen               | Ungültige Stimmen                  | 3.649   | 3,7  |
| Wähler                               | Wähler                          | Wähler                             | 98.873  | 91,8 |
| Wahlberechtigte                      | Wahlberechtigte                 | Wahlberechtigte                    | 107.708 |      |
|                                      |                                 |                                    |         |      |
| Quelle: Innenministerium             |                                 |                                    |         |      |

### Parlamentswahl 1996

#### Direktstimmen
| Kandidaten               | Kandidaten                  | Parteien            | Stimmen | %    |
| ------------------------ | --------------------------- | ------------------- | ------- | ---- |
|                          | Anna Maria Biricottigewählt | L’Ulivo             | 59.801  | 65,4 |
|                          | Giampaolo Secenti           | Polo per le Libertà | 29.730  | 32,5 |
|                          | Gioia Pasquini              | Lega Nord           | 1.929   | 2,1  |
| Gesamt                   | Gesamt                      | Gesamt              | 91.460  | 100  |
|                          |                             |                     |         |      |
| Ungültige Stimmen        | Ungültige Stimmen           | Ungültige Stimmen   | 5.399   | 5,6  |
| Wähler                   | Wähler                      | Wähler              | 96.859  | 89,2 |
| Wahlberechtigte          | Wahlberechtigte             | Wahlberechtigte     | 108.532 |      |
|                          |                             |                     |         |      |
| Quelle: Innenministerium |                             |                     |         |      |

#### Listenstimmen
| Parteien                                          | Parteien                             | Parteien                             | Stimmen | %    |
| ------------------------------------------------- | ------------------------------------ | ------------------------------------ | ------- | ---- |
|                                                   | L’Ulivo                              | Partito Democratico della Sinistra   | 37.303  | 40,1 |
| Popolari per Prodi (PPI – SVP – PRI – UD – Prodi) | L’Ulivo                              | 4.487                                | 4,8     |      |
| Rinnovamento Italiano                             | L’Ulivo                              | 3.388                                | 3,6     |      |
| Federazione dei Verdi                             | L’Ulivo                              | 2.259                                | 2,4     |      |
| ↳ Gesamt                                          | L’Ulivo                              | 47.437                               | 51,0    |      |
|                                                   | Polo per le Libertà                  | Alleanza Nazionale                   | 13.746  | 14,8 |
| Forza Italia                                      | Polo per le Libertà                  | 12.294                               | 13,2    |      |
| CCD – CDU                                         | Polo per le Libertà                  | 2.438                                | 2,6     |      |
| ↳ Gesamt                                          | Polo per le Libertà                  | 28.478                               | 30,6    |      |
|                                                   | Partito della Rifondazione Comunista | Partito della Rifondazione Comunista | 12.774  | 13,7 |
|                                                   | Lista Pannella – Sgarbi              | Lista Pannella – Sgarbi              | 1.613   | 1,7  |
|                                                   | Lega Nord                            | Lega Nord                            | 1.105   | 1,2  |
|                                                   | Partito Socialista                   | Partito Socialista                   | 646     | 0,7  |
|                                                   | Fiamma Tricolore                     | Fiamma Tricolore                     | 452     | 0,5  |
|                                                   | Movimento Autonomista Toscano        | Movimento Autonomista Toscano        | 235     | 0,3  |
|                                                   | Mani Pulite                          | Mani Pulite                          | 201     | 0,2  |
|                                                   | Partito Umanista                     | Partito Umanista                     | 51      | 0,1  |
| Gesamt                                            | Gesamt                               | Gesamt                               | 92.992  | 100  |
|                                                   |                                      |                                      |         |      |
| Ungültige Stimmen                                 | Ungültige Stimmen                    | Ungültige Stimmen                    | 3.876   | 4,0  |
| Wähler                                            | Wähler                               | Wähler                               | 96.868  | 89,3 |
| Wahlberechtigte                                   | Wahlberechtigte                      | Wahlberechtigte                      | 108.532 |      |
|                                                   |                                      |                                      |         |      |
| Quelle: Innenministerium                          |                                      |                                      |         |      |

### Parlamentswahl 2001

#### Direktstimmen
| Kandidaten               | Kandidaten                   | Parteien           | Stimmen | %    |
| ------------------------ | ---------------------------- | ------------------ | ------- | ---- |
|                          | Laura Maria Pennacchigewählt | L’Ulivo            | 57.113  | 62,9 |
|                          | Michele Sardelli             | Casa delle Libertà | 29.288  | 32,2 |
|                          | Giuseppe Amici               | Lista Di Pietro    | 2.733   | 3,0  |
|                          | Donatella Fornaciari         | Democrazia Europea | 1.727   | 1,9  |
| Gesamt                   | Gesamt                       | Gesamt             | 90.861  | 100  |
|                          |                              |                    |         |      |
| Ungültige Stimmen        | Ungültige Stimmen            | Ungültige Stimmen  | 4.457   | 4,7  |
| Wähler                   | Wähler                       | Wähler             | 95.318  | 87,5 |
| Wahlberechtigte          | Wahlberechtigte              | Wahlberechtigte    | 108.910 |      |
|                          |                              |                    |         |      |
| Quelle: Innenministerium |                              |                    |         |      |

#### Listenstimmen
| Parteien                               | Parteien                             | Parteien                             | Stimmen | %    |
| -------------------------------------- | ------------------------------------ | ------------------------------------ | ------- | ---- |
|                                        | L’Ulivo                              | Democratici di Sinistra              | 34.871  | 37,9 |
| La Margherita (Dem – PPI – RI – Udeur) | L’Ulivo                              | 10.461                               | 11,4    |      |
| Il Girasole (FdV – SDI)                | L’Ulivo                              | 2.237                                | 2,4     |      |
| Partito dei Comunisti Italiani         | L’Ulivo                              | 2.019                                | 2,2     |      |
| ↳ Gesamt                               | L’Ulivo                              | 49.588                               | 53,8    |      |
|                                        | Casa delle Libertà                   | Forza Italia                         | 16.823  | 18,3 |
| Alleanza Nazionale                     | Casa delle Libertà                   | 11.024                               | 12,0    |      |
| CCD – CDU                              | Casa delle Libertà                   | 1.143                                | 1,2     |      |
| Nuovo PSI                              | Casa delle Libertà                   | 581                                  | 0,6     |      |
| Lega Nord                              | Casa delle Libertà                   | 332                                  | 0,4     |      |
| ↳ Gesamt                               | Casa delle Libertà                   | 29.903                               | 32,5    |      |
|                                        | Partito della Rifondazione Comunista | Partito della Rifondazione Comunista | 7.718   | 8,4  |
|                                        | Lista Di Pietro                      | Lista Di Pietro                      | 2.308   | 2,5  |
|                                        | Lista Emma Bonino                    | Lista Emma Bonino                    | 1.600   | 1,7  |
|                                        | Democrazia Europea                   | Democrazia Europea                   | 798     | 0,9  |
|                                        | Comunismo                            | Comunismo                            | 119     | 0,1  |
|                                        | Abolizione Scorporo                  | Abolizione Scorporo                  | 52      | 0,1  |
| Gesamt                                 | Gesamt                               | Gesamt                               | 92.086  | 100  |
|                                        |                                      |                                      |         |      |
| Ungültige Stimmen                      | Ungültige Stimmen                    | Ungültige Stimmen                    | 3.253   | 3,4  |
| Wähler                                 | Wähler                               | Wähler                               | 95.339  | 87,5 |
| Wahlberechtigte                        | Wahlberechtigte                      | Wahlberechtigte                      | 108.910 |      |
|                                        |                                      |                                      |         |      |
| Quelle: Innenministerium               |                                      |                                      |         |      |